# Préaux, Ardèche
Préaux är en kommun i departementet Ardèche i regionen Auvergne-Rhône-Alpes i sydöstra Frankrike. Kommunen ligger  i kantonen Satillieu som ligger i arrondissementet Tournon-sur-Rhône. År 2022 hade Préaux 706 invånare.

## Befolkningsutveckling
Antalet invånare i kommunen Préaux
Referens: INSEE